# Peter Phok
Peter Phok (New York, 1º ottobre 1981) è un produttore cinematografico statunitense.

## Filmografia

### Cinema
- The Roost, regia di Ti West (2005)
- Trigger Man, regia di Ti West (2007)
- I Can See You, regia di Graham Reznick (2008)
- I Sell the Dead, regia di Glenn McQuaid (2008)
- Blood Red Earth, regia di J.T. Petty - cortometraggio (2009)
- The House of the Devil, regia di Ti West (2009)
- Bitter Feast, regia di Joe Maggio (2010)
- Stake Land, regia di Jim Mickle (2010)
- Hypothermia, regia di James Felix McKenney (2010)
- The Innkeepers, regia di Ti West (2011)
- The Best Man for the Job, regia di Joshua Zeman (2011)
- V/H/S, regia collettiva (2012) - (episodio "Second Honeymoon")
- The Businessman, regia di Graham Reznick - cortometraggio (2012)
- Beneath, regia di Larry Fessenden (2013)
- The Sacrament, regia di Ti West (2013)
- The Unlovables, regia di Ilya Chaiken (2014)
- Nella valle della violenza (In a Valley of Violence), regia di Ti West (2016)
- Stake Land II (The Stakelander), regia di Dan Berk e Robert Olsen (2016)
- Like Me, regia di Robert Mockler (2017)
- Most Beautiful Island, regia di Ana Asensio (2017)
- Central Park, regia di Justin Reinsilber (2017)
- Only a Switch, regia di Michael Vincent (2018)
- 1BR - Benvenuti nell'incubo (1BR), regia di David Marmor (2019)
- Dear Zoe, regia di Gren Wells (2022)
- X: A Sexy Horror Story (X), regia di Ti West (2022)
- Pearl, regia di Ti West (2022)
- The Sacrifice Game, regia di Jenn Wexler (2023)

### Televisione
- The Unlovables – serie TV, 6 episodi (2012-2013)
- Deadwax – serie TV, 8 episodi (2018)